# Ministère de la Défense (Belgique)
 (août 2025).
Si vous disposez d'ouvrages ou d'articles de référence ou si vous connaissez des sites web de qualité traitant du thème abordé ici, merci de compléter l'article en donnant les références utiles à sa vérifiabilité et en les liant à la section « Notes et références ».
Pour les autres articles nationaux ou selon les autres juridictions, voir Ministère de la Défense.
Le ministère de la Défense (en néerlandais : ministerie van Defensie) est le seul ministère fédéral qui n'est pas restructuré sous la forme d'un service public fédéral. Il est chargé de l'exécution de la politique militaire et de l'infrastructure militaire de l'armée belge qui lui est nécessaire.

## Liste des ministres de la Guerre ou de la Défense
| Année                              | Ministre                        | Parti               |
| ---------------------------------- | ------------------------------- | ------------------- |
| 1831                               | Albert Goblet d'Alviella        | Libéral             |
| 1831                               | Constantin d'Hane-Steenhuyse    | Libéral             |
| 1831                               | Amédée de Failly                | Libéral             |
| 1831-1832                          | Charles de Brouckère            | Libéral             |
| 1832                               | Félix de Merode                 | Libéral             |
| 1832-1836                          | Louis Évain                     |                     |
| 1836-1840                          | Jean-Pierre Willmar             | Libéral             |
| 1840-1842                          | Gérard Buzen                    | Libéral             |
| 1842-1843                          | Henri de Liem                   | Libéral             |
| 1843                               | Léandre Desmaisières            | Catholique          |
| 1843-1846                          | Pierre Dupont                   | Libéral             |
| 1846                               | Jules d'Anethan                 | Parti catholique    |
| 1846-1847                          | Albert Prisse                   | Parti catholique    |
| 1847-1850                          | Félix Chazal                    | Libéral             |
| 1850-1851                          | Mathieu Brialmont               | Libéral             |
| 1851-1855                          | Victor Anoul                    | Libéral             |
| 1855-1857                          | Léonard Greindl                 |                     |
| 1857-1859                          | Édouard Berten                  | Libéral             |
| 1859-1866                          | Félix Chazal                    | Libéral             |
| 1866-1868                          | Auguste Goethals                | Libéral             |
| 1868-1870                          | Bruno Renard                    | technicien          |
| 1870-1873                          | Henri Guillaume                 | technicien          |
| 1873-1878                          | Séraphin Thiebault              | technicien          |
| 1878-1879                          | Bruno Renard                    | technicien          |
| 1879-1880                          | Jean-Baptiste Liagre            | technicien          |
| 1880-1884                          | Guillaume Gratry                | technicien          |
| 1884-1893                          | Charles Pontus                  | technicien          |
| 1893-1896                          | Jacques-Joseph Brassine         | technicien          |
| 1896-1899                          | Jules Vandenpeereboom           | Parti catholique    |
| 1899-1907                          | Alexandre Cousebandt d'Alkemade | technicien          |
| 1907-1912                          | Joseph Hellebaut                | technicien          |
| 1912                               | Charles de Broqueville          | Parti catholique    |
| 1912                               | Victor Michel                   | technicien          |
| 1912-1917                          | Charles de Broqueville          | Parti catholique    |
| 1917-1918                          | Armand De Ceuninck              | technicien          |
| 1918-1920                          | Fulgence Masson                 | Libéral             |
| 1920                               | Paul-Émile Janson               | Libéral             |
| 1920-1923                          | Albert Devèze                   | Libéral             |
| 1923-1925                          | Pierre Forthomme                | Libéral             |
| 1925                               | Albert Hellebaut                | technicien          |
| 1925-1926                          | Prosper Kestens                 | technicien          |
| 1926                               | Prosper Poullet                 | Parti catholique    |
| 1926-1931                          | Charles de Broqueville          | Parti catholique    |
| 1931-1932                          | Léon Dens                       | Libéral             |
| 1932                               | Paul Crokaert                   | Parti catholique    |
| 1932                               | Georges Theunis                 | Parti catholique    |
| 1932-1936                          | Albert Devèze                   | Libéral             |
| 1936-1940                          | Henri Denis                     | technicien          |
| 1940-1944                          | Hubert Pierlot                  | Parti catholique    |
| *1942                              | Henri Rolin                     | Parti ouvrier belge |
| 1944-1945                          | Fernand Demets                  | Libéral             |
| 1945-1946                          | Léon Mundeleer                  | Libéral             |
| 1946-1949                          | Raoul de Fraiteur               | technicien          |
| 1949-1950                          | Albert Devèze                   | Libéral             |
| 1950                               | Henri Moreau de Melen           | PSC                 |
| 1950-1954                          | Eugène De Greef                 | technicien          |
| 1954-1958                          | Antoon Spinoy                   | BSP                 |
| 1958-1961                          | Arthur Gilson                   | PSC                 |
| 1961-1965                          | Paul-Willem Segers              | CVP                 |
| 1965-1966                          | Ludovic Moyersoen               | CVP                 |
| 1966-1968                          | Charles Poswick                 | PLP                 |
| 1968-1972                          | Paul-Willem Segers              | CVP                 |
| 1972-1979                          | Paul Vanden Boeynants           | PSC                 |
| 1979-1980                          | José Desmarets                  | PSC                 |
| 1980                               | Charles Poswick                 | PRL                 |
| 1980-1981                          | Frank Swaelen                   | CVP                 |
| 1981-1985                          | Alfred Vreven                   | PVV                 |
| 1985-1988                          | François-Xavier de Donnea       | PRL                 |
| 1988-1992                          | Guy Coëme                       | PS                  |
| 1992-1994                          | Leo Delcroix                    | CVP                 |
| 1994-1995                          | Karel Pinxten                   | CVP                 |
| 1995                               | Melchior Wathelet               | PSC                 |
| 1995-1999                          | Jean-Pol Poncelet               | PSC                 |
| 1999-2007                          | André Flahaut                   | PS                  |
| 2007-2014                          | Pieter De Crem                  | CD&V                |
| 2014-2018                          | Steven Vandeput                 | N-VA                |
| 12 novembre 2018 - 9 décembre 2018 | Sander Loones                   | N-VA                |
| 2018-2019                          | Didier Reynders                 | MR                  |
| 2019-2020                          | Philippe Goffin                 | MR                  |
| 2020-2025                          | Ludivine Dedonder               | PS                  |
| 2025-...                           | Theo Francken                   | N-VA                |

### Site internet
- Site du Ministère de la Défense